# U-608
| U-608                      | U-608                                                          | U-608                                                          |
| -------------------------- | -------------------------------------------------------------- | -------------------------------------------------------------- |
|                            |                                                                |                                                                |
|                            |                                                                |                                                                |
|                            |                                                                |                                                                |
| Під прапором               | Третій рейх                                                    | Третій рейх                                                    |
| Спуск на воду              | 11 грудня 1941 року                                            | 11 грудня 1941 року                                            |
| Виведений зі складу флоту  | 10 серпня 1944 року                                            | 10 серпня 1944 року                                            |
| Сучасний статус            | затоплений                                                     | затоплений                                                     |
| Проєкт                     |                                                                |                                                                |
| Тип ПЧ                     | Торпедний ДПЧ                                                  | Торпедний ДПЧ                                                  |
| Основні характеристики     |                                                                |                                                                |
| Швидкість (надводна)       | 17,7 вузлів                                                    | 17,7 вузлів                                                    |
| Швидкість (підводна)       | 7,6 вузлів                                                     | 7,6 вузлів                                                     |
| Робоча глибина занурення   | 100 м                                                          | 100 м                                                          |
| Гранична глибина занурення | 220 м                                                          | 220 м                                                          |
| Екіпаж                     | 44 осіб                                                        | 44 осіб                                                        |
| Розміри                    |                                                                |                                                                |
| Довжина найбільша (по КВЛ) | 67,1 м                                                         | 67,1 м                                                         |
| Ширина корпусу найб.       | 6,2 м                                                          | 6,2 м                                                          |
| Висота                     | 9,6 м                                                          | 9,6 м                                                          |
| Середня осадка (по КВЛ)    | 4,70 м                                                         | 4,70 м                                                         |
| Водотоннажність надводна   | 769 т                                                          | 769 т                                                          |
| Озброєння                  |                                                                |                                                                |
| Артилерія                  | одна палубна гармата калібру 88-мм, одна 20-мм зенітна гармата | одна палубна гармата калібру 88-мм, одна 20-мм зенітна гармата |
| Торпедно- мінне озброєння  | 4 носових і один кормовий ТА. 14 торпед або 26 мін             | 4 носових і один кормовий ТА. 14 торпед або 26 мін             |

U-608 — німецький підводний човен типу VIIC, часів  Другої світової війни.
Замовлення на будівництво човна було віддане 22 травня 1940 року. Човен був закладений на верфі суднобудівної компанії «Blohm + Voss» у Гамбурзі 27 березня 1941 року під будівельним номером 584, спущений на воду 11 грудня 1941 року, 5 лютого 1942 року увійшов до складу 5-ї флотилії. Також за час служби перебував у складі 6-ї флотилії.
Човен зробив 9 бойових походів, в яких потопив 4 (загальна водотоннажність 35 539 брт) судна.
Потоплений 10 серпня 1944 року в Біскайській затоці північно-західніше Ла-Рошель (46°30′ пн. ш. 03°08′ зх. д. / 46.500° пн. ш. 3.133° зх. д.) глибинними бомбами британського шлюпа «Врен» і бомбардувальника «Ліберейтор». Всі 52 члени екіпажу врятовані.

## Командири
- Капітан-лейтенант Рольф Штрукмаєр (5 лютого 1942 — 12 січня 1944)
- Оберлейтенант-цур-зее Вольфганг Райзенер (21 січня — 10 серпня 1944)

## Потоплені та пошкоджені кораблі[3]
| Назва           | Тип           | Належність      | Дата              | Тоннаж (БРТ) | Вантаж                                                             | Статус    | Місце                                                       |
| Hektoria        | торгове судно | Велика Британія | 12 вересня 1942   | 13 797       | Баласт                                                             | потоплено | 48°55′ пн. ш. 33°38′ зх. д. / 48.917° пн. ш. 33.633° зх. д. |
| Empere Moonbeam | торгове судно | Велика Британія | 12 вересня 1942   | 6 849        | Баласт                                                             | потоплено | 48°55′ пн. ш. 33°38′ зх. д. / 48.917° пн. ш. 33.633° зх. д. |
| Irish Pine      | торгове судно | Ірландія        | 16 листопада 1942 | 5 621        | Баласт                                                             | потоплено | 42°45′ пн. ш. 58°00′ зх. д. / 42.750° пн. ш. 58.000° зх. д. |
| Daghild         | танкер        | Норвегія        | 8 лютого 1943     | 9 272        | 13 000 т дизелю та літаки, баржі та танко-десантне судно на палубі | потоплено | 55°25′ пн. ш. 26°12′ зх. д. / 55.417° пн. ш. 26.200° зх. д. |